# Болдинская осень

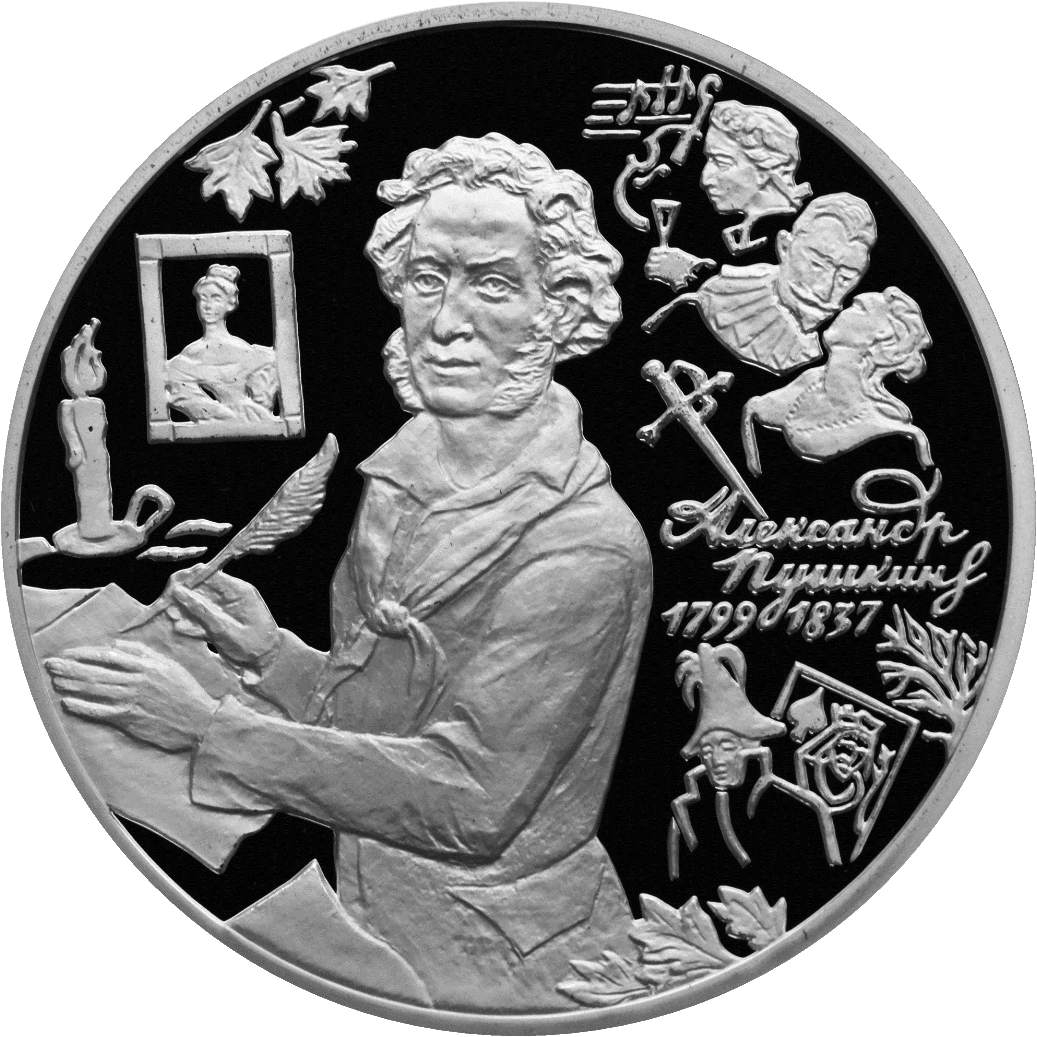
Памятная монета с изображением А. С. Пушкина и отсылками к произведениям периода Болдинской осени. Слева на конторке перед писателем — рукопись, зажжённая свеча и женский портрет. На втором плане справа вверху — персонаж трагедии «Моцарт и Сальери», слева от него — нотный лист и скрипка; ниже — персонажи трагедии «Каменный гость», слева от них — шпага; внизу — персонаж повести «Пиковая дама», справа от него — игральная карта.

- «Бесы»
- «Элегия»
- «Рифма»
- «На перевод Илиады»
- «Труд»
- «Прощанье»
- «Заклинание»
- «Стихи, сочинённые ночью
во время бессонницы»
- «Два чувства дивно близки нам…»

Бо́лдинская о́сень 1830 года, Первая Болдинская осень (31 августа – 5 декабря 1830 года) — наиболее продуктивная творческая пора в жизни А. С. Пушкина. Затворничество в имении Большое Болдино из-за объявленного холерного карантина совпало с подготовкой к долгожданной женитьбе на Наталье Гончаровой. За это время была завершена работа над «Евгением Онегиным», циклами «Повести Белкина» и «Маленькие трагедии», были написаны поэма «Домик в Коломне», вторая сказка, 32 лирических стихотворения и несколько критических статей.

## Весна и лето 1830 года
6 мая 1830 года было официально объявлено о помолвке Пушкина и Гончаровой. Но свадьба постоянно откладывалась – мать Натальи Гончаровой не хотела выдавать дочь без приданого, однако денег у разорённой семьи не было. В августе того же года умер дядя Пушкина, Василий Львович. 10 августа 1830 Пушкин в последний раз встречается с Антоном Дельвигом, лицейским другом, которого не станет 14 января 1831 года.
Свадьба Пушкина и Гончаровой, ввиду траура, на три недели отсрочивается, и Пушкин 31 августа выезжает из Москвы в Болдино, чтобы принять во владение близлежащую деревню Кистенёво, которая была выделена ему по случаю женитьбы отцом. Перед отъездом Пушкин поссорится с будущей тёщей и в пылком письме, написанном под влиянием объяснения с ней, объявит, что Наталья Николаевна «совершенно свободна», и что он не женится на ней, возможно, никогда.

## Болдинская осень

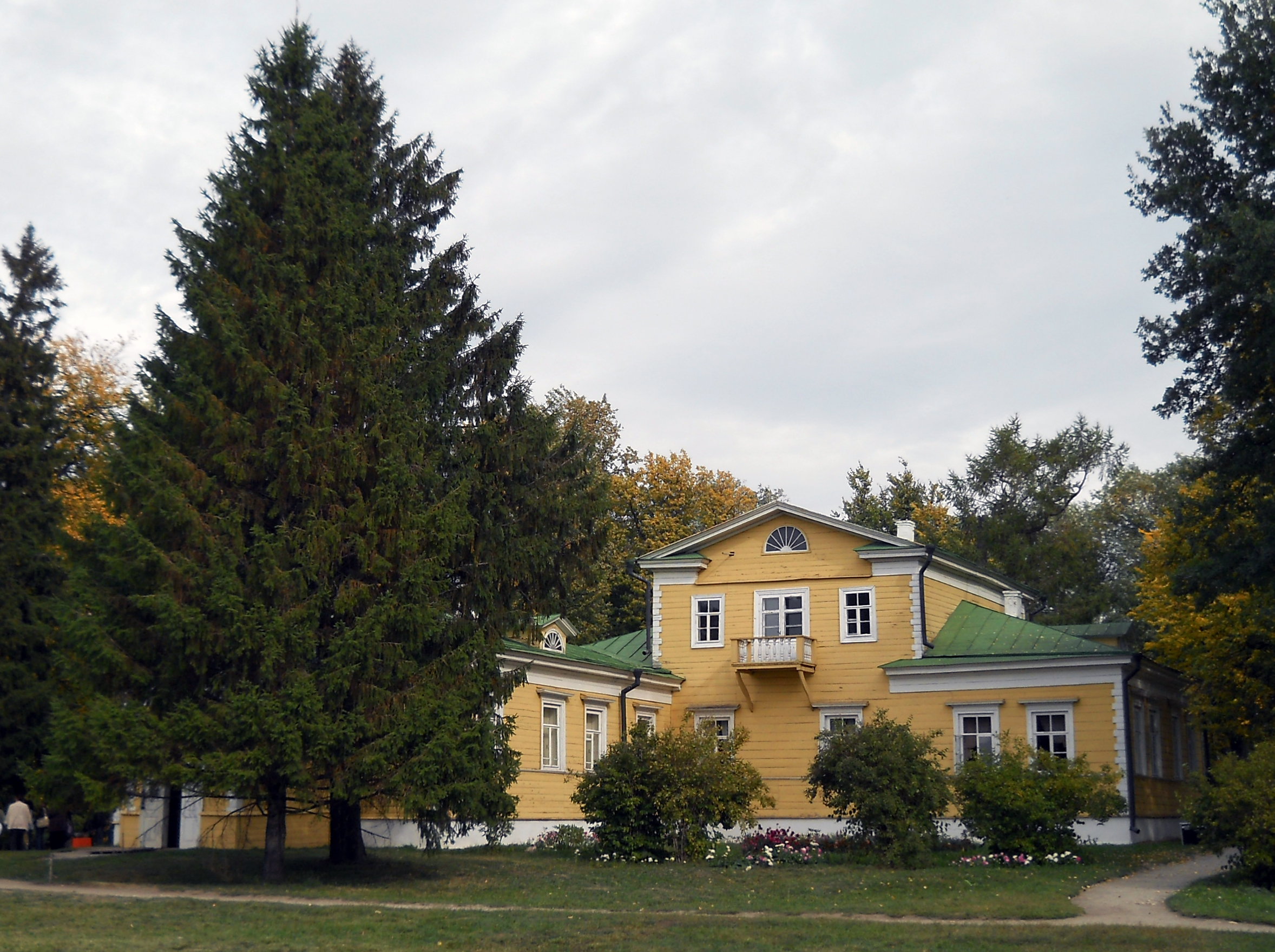
Усадьба Пушкиных в Большом Болдине

В Болдино Пушкин приехал 3 сентября, рассчитывая за месяц управиться с делами. Поначалу он опасался, что лучшая рабочая пора (обычно осенью он много писал) должна быть заполнена хлопотами по введению во владение и закладу Кистенёва. В эту поездку Пушкин взял с собой всего три книги: второй том «Истории русского народа» Полевого, «Илиаду» в переводе Гнедича и сочинения английских поэтов, в том числе Барри Корнуолла.
Планы Пушкина нарушила прокатившаяся по России эпидемия холеры; из-за карантина поэт задержался в Болдине на три месяца, которые стали одним из самых плодотворных периодов в его творчестве.
Отражением его тревог стали появившиеся вскоре после приезда в село стихотворения «Бесы» и «Элегия» («Безумных лет угасшее веселье…»). Вскоре, однако, письмо невесты вернуло ему утраченное душевное равновесие. Своему другу и издателю Петру Плетнёву Пушкин сообщил, что в своём «премиленьком письме» она «обещает выйти за меня и без приданого» и зовёт его в Москву. Дела по Кистенёву были доверены писарю Петру Кирееву, и поэт, уверенный, что Гончаровы покинули холерную Москву, уже известил друга, что появится там не ранее, чем через месяц.
Осень 1830 года стала для Пушкина временем подведения итогов. Уже в своём послании родителям с извещением о помолвке (6-11 апреля 1830) он писал, что начинается новый период; буквально о том же он говорит Плетнёву уже из Болдина: «Доселе он я – а тут он будет мы. Шутка!» (XIV, 113, 29 сентября 1830). Перемены в личной жизни Пушкина совпали с началом нового этапа его литературной деятельности.
13 сентября поэт пишет назидательную «Сказку о попе и о работнике его Балде». 25 сентября оканчивает заключительную главу «Евгения Онегина», вкупе с тем являя открытие ретроспективной картины своего творчества (можно сказать, осознание литературной эволюции, «движение через романтизм к реализму, от „поэзии“ к „прозе“», по словам литературоведа Дмитрия Благого ).
10 октября Пушкин оканчивает поэму «Домик в Коломне». Пытается уехать из Болдина, но ему не удаётся преодолеть карантинные оцепления. За разрешением на выезд Пушкин обращается к владельцу соседнего имения Д.С. Языкову, служившему в 1830 году начальником 3-го отделения 5-го жандармского округа в Нижнем Новгороде. Соответствующее разрешение было направлено 22 ноября, а 29 ноября Пушкин покинул Болдино.
5 декабря 1830 года Пушкин с третьей попытки возвращается в ещё окружённую холерными карантинами Москву.
9 декабря Пушкин писал Плетнёву:

Скажу тебе (за тайну) что я в Болдине писал, как давно уже не писал. Вот что я привез сюда: 2 [гл<авы>] последние главы Онегина, 8-ю и 9-ю, совсем готовые в печать. Повесть писанную октавами (стихов 400), которую выдадим Anonyme. Несколько драматических сцен, или маленьких трагедий, именно: Скупой Рыцарь, Моцарт и Салиери, Пир во время Чумы, и Д.<он> Жуан. Сверх того написал около 30 мелких стихотворений. Хорошо? Ещё не всё: (Весьма секретное) Написал я прозою 5 повестей, от которых Баратынский ржёт и бьётся — и которые напечатаем также Anonyme.— Пушкин А. С. Письмо Плетнёву П. А., 9 декабря 1830 г., Москва

## Болдинские сочинения

### Повести Белкина

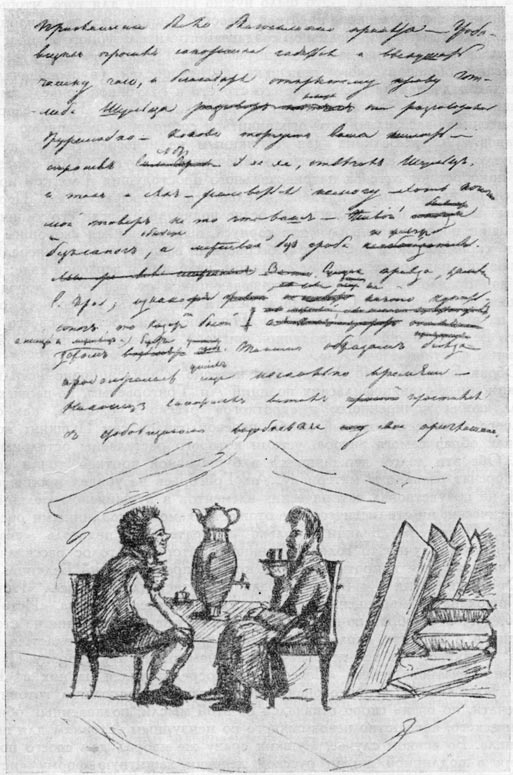
Рукопись повести «Гробовщик». Сентябрь 1830

«Повести Белкина» — первое из сохранившихся завершённых произведений пушкинской прозы. Уже в 1821 году Пушкин определил закон повествования: «Точность и краткость — вот первые достоинства прозы. Она требует мыслей и мыслей — без них блестящие выражения ни к чему не служат». Становление Пушкина как мастера прозы началось «Арапом Петра Великого» (1827). «Повести Белкина» завершили этот этап и определили дальнейшее направление творчества Пушкина: в последующие годы он обращался преимущественно к прозе.
Время окончания работы над каждой из повестей Пушкин отметил в автографах: 9 сентября был завершён «Гробовщик», 14 сентября — «Станционный смотритель», 20 сентября — «Барышня-крестьянка», 14 октября — «Выстрел», 20 октября — «Метель». Книга вышла в свет в октябре 1831 года под заглавием «Повести покойного Ивана Петровича Белкина, изданные А. П.» и не имела успеха ни у читателей, ни у критиков. Так, Н. Полевой назвал повести «фарсами, затянутыми в корсет простоты без всякого милосердия». В разговоре с одним из своих знакомых Пушкин, отвечая на вопрос «Кто этот Белкин?», сказал: «Кто бы он ни был, а писать повести надо вот этак: просто, коротко и ясно». 

### Маленькие трагедии
Рукой Пушкина в ноябре 1830 года написан список драматических произведений, созданных в Болдине, к которым он добавил «Домик в Коломне» («повесть, писанная октавами»; окончена 9 октября): 
I. «Окт.» (то есть Октавы — «Домик в Коломне»). II. «Скупой». III. «Сальери». IV. «Д. Г.» (Дон Гуан — «Каменный гость»). V. «Plague» («Пир во время чумы»).

### Критические статьи
Положение, сложившееся в российском литературном мире к началу 1830-х годов, изоляция, в которой оказались сотрудники «Литературной газеты» и, особенно, обострившиеся отношения с Булгариным — всё это заставило Пушкина впервые обратиться к литературной полемике и подвергнуть переоценке все свои важные произведения («Руслан и Людмила», «Евгений Онегин», «Граф Нулин», «Полтава»). 2 октября, после неудачной попытки вырваться в Москву, он начинает свои заметки: «Нынче в несносные часы карантинного заключения, не имея с собою ни книг, ни товарища, вздумал я для препровождения времени писать опровержение на все критики, которые мог только припомнить, и собственные замечания на собственные же сочинения». В распоряжении Пушкина не было ни газет, ни журналов, однако, он, по-видимому, помнил все полученные им значимые критические отзывы. Пушкин писал два больших литературно-критических цикла для «Литературной газеты», но все статьи остались неопубликованными, так как 15 ноября 1830 года издание газеты было приостановлено.

## Другие поездки в Болдино
В жизни Пушкина было ещё две «болдинские осени». Он провёл в Болдине октябрь 1833 года, причём на этот раз написал почти так же много произведений: поэмы «Медный всадник» и «Анджело», «Сказку о рыбаке и рыбке», «Сказку о мёртвой царевне и о семи богатырях», «Пиковую даму» и ряд стихотворений, а также закончил «Историю Пугачёва».
Осенью следующего года Пушкин снова довольно долго прожил в Болдине, но написал всего одно произведение — «Сказку о золотом петушке».

## Культурные аллюзии
В 1965 году был снят научно-популярный фильм «Болдинская осень» (Московская студия научно-популярного фильма, режиссёр Я. Миримов).
В 1969 году в Пушкинском театре была поставлена пьеса Ю. М. Свирина «Болдинская осень», в 1974 году пьеса экранизирована как фильм-спектакль.
На фоне осеннего поэтического праздника в Большом Болдино происходит действие советского кинофильма «Храни меня, мой талисман» (1986).
Башкирский художник Энгель Насибулин создал на пушкинские темы обширную серию офортов «Болдинская осень».

## Комментарии
1. ↑  Несмотря на ссору с будущей тёщей, Пушкин собирался, получив за заложенное имение деньги, одолжить часть Н. И. Гончаровой на приданое.
2. ↑  Отметка о получении письма 9 сентября стоит на последней странице рукописи «Гробовщика».